# Edmond Ademi
Edmond Ademi (mac. Едмонд Адеми; ur. 29 czerwca 1975 w Tetowie) – północnomacedoński polityk i filozof pochodzenia albańskiego, minister ds. stosunków z diasporą w pierwszym rządzie Zorana Zaewa.

## Życiorys
W latach 1994–2000 odbył studia socjologiczne na Uniwersytecie Świętych Cyryla i Metodego w Skopju, a w 2010 roku obronił na tej uczelni pracę magisterską z zakresu filozofii.
Od czerwca 2002 do października 2005 był związany z Europejską Agencją Odbudowy, m.in. pełnił funkcję jej rzecznika prasowego. Następnie do sierpnia 2006 pracował jako doradca polityczny ministra obrony. W latach 2006–2009 pracował w Ambasadzie Stanów Zjednoczonych w Skopju początkowo jako specjalista ds. mediów i dyplomacji publicznej, później był asystentem ambasadorki Gillian Arlette Milovanovic oraz jej następcy Philipa Thomasa Reekera. Następnie do lutego 2011 pracował jako specjalista ds. komunikacji politycznej w amerykańskim przedsiębiorstwie Penn, Schoen & Berland, przemianowanym w 2020 roku na PSB Insights.
W latach 2011–2015 był dyrektorem wykonawczym Instytutu Badań Politycznych i Ekonomicznych „Liberta” w Skopju. Od marca do maja 2016 był doradcą ministra spraw wewnętrznych. 31 maja 2017 roku objął funkcję ministra ds. stosunków z diasporą w nowo sformowanym pierwszym rządzie Zorana Zaewa.
Deklaruje znajomość języków albańskiego, angielskiego, serbsko-chorwackiego, francuskiego, macedońskiego oraz słoweńskiego.

## Publikacje[2][1]
- Импотентен парламент – како да го подобриме? (2014)
- Спротивно на Европа: Евроскептицизмот во Македонија – реална закана или блеф (2012)
- Импотентен парламент - како да го подобриме? (2012)
- Меѓуграничната соработка - Еден чекор понатаму за стабилен регион (2002)
- Млади и социјална интеграција во постконфликтни општества (2002)
- Правото на јавноста да знае и обврските на јавните органи. Медиумите во демократија (2000)

## Życie prywatne
Jest żonaty, ma dwoje dzieci.